# Nicolás Maduro
Nicolás Maduro Moros (Caracas, 23 november 1962) is een Venezolaans politicus namens de Verenigde Socialistische Partij van Venezuela. Sinds 2013 is hij de president van Venezuela.

## Loopbaan
Maduro is opgegroeid in de volkswijken van de Venezolaanse hoofdstad Caracas als zoon van een vakbondsman. Hij stond mee aan de wieg van de Movimiento Quinta República, de socialistische partij die Hugo Chávez in 1998 aan de macht en hem in het parlement bracht.

## Eerste ambtstermijn als president
Na de dood van president Chávez op 5 maart 2013 werd Maduro waarnemend president van Venezuela. De regeringsmeerderheid drukte dit door in strijd met de grondwet, die de waarneming had voorbehouden aan de voorzitter van het parlement. Om die reden boycotte de oppositie op 9 maart de beëdiging, die plaatsvond in een militaire kazerne bij de opgebaarde president. Onder Chávez was Maduro vicepresident sinds 13 oktober 2012. Eerder was hij voorzitter van het parlement (2005) en minister van Buitenlandse Zaken (2006-2013).
Een maand na de dood van Chávez behaalde Maduro van de Verenigde Socialistische Partij van Venezuela (PSUV) tijdens de presidentsverkiezingen 50,66% van de stemmen. De kandidaat van de oppositie, de 40-jarige Henrique Capriles, behaalde 49,07% van de stemmen.
Door de parlementaire verkiezingen van december 2015 bemachtigde de oppositie twee derde van de zetels in het parlement. De oppositie, verenigd in de Tafel van Democratische Eenheid (MUD), kreeg 112 van de 165 zetels in het parlement. De macht van de ruim 15 jaar regerende socialistische partij van Maduro werd hierdoor flink verzwakt. De economie van Venezuela kromp fors door slecht economisch beleid versterkt door gedaalde olieprijzen. Dat leidde tot stijgende prijzen, een gebrek aan werkgelegenheid en een gevoel van onveiligheid. Het tekort aan basisgoederen zorgde verder voor veel ongenoegen bij de kiezers. Maduro kwalificeerde de verkiezingsuitslag als „contrarevolutionair” en wilde de macht zoveel mogelijk behouden. Zo benoemde hij nog snel nieuwe raadsheren in het Hooggerechtshof die zijn partij steunen.
Op 5 januari 2016 beperkte Maduro de macht van het parlement verder. Hij liet door het vertrekkende parlement de regels zo veranderen dat de president en niet het parlement bepaalt wie de directeuren zijn van de centrale bank van Venezuela. De oppositie was woedend over de maatregel, die Maduro nam een dag voor de eerste bijeenkomst van het nieuwe parlement. In het voorjaar verzamelde de oppositie meer dan twee miljoen handtekeningen om een referendum af te dwingen over het lot van Maduro. Sindsdien werd door rechtbanken, de kiesraad en de regeringspartij alles in het werk gesteld om de volksstemming te traineren tot na 10 januari 2017. Vanaf die datum namelijk kon Maduro bij verlies van het referendum de macht overdragen aan zijn vicepresident, en hoefden geen vervroegde verkiezingen plaats te vinden.

## Herverkiezing Maduro en zelfverklaard presidentschap Guaidó
In mei 2018 waren er vervroegde presidentsverkiezingen, die door een groot deel van de oppositie werden geboycot. Volgens de kiesraad was de opkomst 46,1%, veel lager dan de 80% tijdens de vorige verkiezingen in 2013. Maduro kreeg 5,8 miljoen of 67% van de uitgebrachte stemmen. Zijn grootste uitdager, Henri Falcón, kreeg 21% van de stemmen. Vanuit binnen- en buitenland kwam er veel kritiek, op veel stembureaus waren medewerkers van Maduro aanwezig en stemmers konden geld en bonussen van de regering krijgen. Na afloop riepen 14 landen, waaronder Argentinië, Brazilië en Canada, hun ambassadeur terug uit protest. De Verenigde Staten kondigde nieuwe economische sancties aan. Vladimir Poetin heeft Maduro gefeliciteerd met zijn herverkiezing. Op 10 januari 2019 werd hij beëdigd voor een nieuwe periode van zes jaar.
Op 23 januari 2019 riep oppositieleider Juan Guaidó, de nieuwe leider van de Nationale Assemblée, zichzelf uit tot interim-president en verklaarde dat hij de macht in het land zou overnemen.
Op 26 maart 2020 heeft de DEA een beloning van US$ 15 miljoen uitgevaardigd voor informatie die leidt tot de arrestatie van "de voormalige president" Maduro, wegens narco-terrorisme, corruptie, drugshandel en andere criminele feiten.
In oktober 2023 bereikten de regering en de oppositie van Venezuela een akkoord over nieuwe verkiezingsvoorwaarden. De regering stemde in met een transparant verkiezingsproces, waaronder maatregelen zoals toestaan van belangrijke kandidaten van de oppositie en onafhankelijke toezichthouders van de Europese Unie. Dit zal mede leiden tot een verlichting van Amerikaanse energiesancties. Wanneer Venezuela zich niet aan de afspraken houdt, zullen de sancties opnieuw worden opgelegd. In januari 2024 heeft de hoogste rechtbank in Venezuela de kandidatuur van María Corina Machado in de verkiezingen van 2024 definitief geblokkeerd, een maatregel in strijd met de afspraken gemaakt in oktober 2023. Edmundo González Urrutia nam vervolgens de plaats van Machado in. Eind mei 2024 trok Venezuela de uitnodiging in voor onafhankelijke toezichthouders uit de Europese Unie.

## Verkiezingen 2024
Op zondag 28 juli 2024 waren er verkiezingen met als belangrijkste kandidaten Maduro en Edmundo Gonzalez. Oppositieleider María Corina Machado was eerder door de kiescommissie uitgesloten van deelname. Volgens de kiescommissie, die op de hand is van de zittend president, heeft Maduro 51% van de stemmen binnengehaald en de verenigde oppositie slechts 44%. De oppositie claimt de overwinning, uit meerdere peilingen en tellingen zou de oppositie 70% van de stemmen hebben gekregen en heeft Maduro zijn overwinning alleen te danken aan grootscheepse fraude. Maduro dreigde een paar dagen eerder met een "bloedbad" als hij niet herverkozen zou worden. Peilingen duidden op een achterstand van meer dan 10 procentpunten op de oppositiekandidaat.